# Gasterophilus intestinalis
Espèce
Gasterophilus intestinalis (horse bot-fly pour les anglosaxons) est une grosse mouche de la famille des Oestridae.
Ce diptère fait partie d'une catégorie autrefois nommée « Œstre » dont les larves sont des parasites.
La larve de Gastrophilus intestinalis cause chez les équidés (cheval, âne) une maladie parasitaire dite gastérophilose ou gastrophilose du cheval (ou de l’âne). D'autres animaux peuvent aussi être infestés .

## Synonymie
- Gasterophilus intesinalis Deg.,
- Gastrophilus equi

## Description
Légende de l'image : a : mouche adulte (imago), b : œuf collé sur poil, c,d,e : différents stades larvaires
Cette mouche mesure de 12 à 15 millimètres.
Il en existe des descriptions différentes pour un même nom d’insecte, qui laissent penser qu’il a pu exister des confusions de classification ou d’identification.
- Le Larousse agricole de 1921 décrit une mouche de couleur jaunâtre à abdomen plus foncé (fig, 830) aux ailes transparentes et traversées en leur milieu par une bande brune. Selon le Larousse, les femelles pondent en été sur les chevaux, les ânes, les mulets, des œufs groupés en paquets blanchâtres collés sur la peau et les poils des animaux. Leurs larves fusiformes par leurs mouvements provoquent des démangeaisons qui inciteraient l'animal à se lécher. Les larves entament alors la seconde partie de leur cycle de vie dans l'estomac où elles se fixent en produisant des ulcérations superficielles. Six à douze mois ensuite, les larves se détachent et via les excréments sont évacuées dans l'environnement extérieur où elles se transforment en nymphe, d'où émergera un adulte qui recommencera un cycle de parasitisme.
- D'autres auteurs[2] présentent cette mouche comme un cosmopolite, au thorax plus foncé que l’abdomen et en forme de goutte d’eau, sans mentionner ni décrire la barre colorée sur l’aile.

Selon eux, la femelle pond plusieurs centaines d’œufs sur l’hôte (plutôt sur  la partie antérieure). La larve sort de l’œuf après que ce dernier a été léché et ingéré. Elle reste plusieurs jours sur la langue, et finit sa croissance dans l’estomac, avant d’être évacuée via les fèces à l'extérieur où elle se métamorphose en pupe dans les excréments ou dans le sol.

## Occurrence
Elle est saisonnière et mal connue chez les chevaux sauvages, mais elle peut être évaluée à partir d'études vétérinaires faites sur les chevaux tués dans les abattoirs.
À titre d'exemple,
- En Suède, 12.3% d'un lot de  461 chevaux âgés de 1 à 30 ans présentaient à l'abattoir des larves (entre octobre et juin) [3] ;
- Dans le Kentucky, un suivi sur 22 ans (1951-1973) des larves de Gasterophilus intestinalis 2e et 3e stades (et de larves de  Gasterophilus nasalis) autour 476 chevaux a montré que G. intestinalis avait infecté 98,7% de ce chevaux (avec en moyenne 168 larves par cheval) alors que G. nasalis avait infectés 80,7% des chevaux (avec en moyenne 52 larves par cheval). Le nombre de larves de G. intestinalis évoluait d'un minimum de 50 en septembre à un pic de 229 en mars alors que le nombre moyen de celles de G. nasalis passait de 14 en septembre à 82 en février. Des chevaux ont été trouvés avec le 2e ou 3e stade larvaire de ces deux espèces toute l'année [4].

## Méthode de lutte

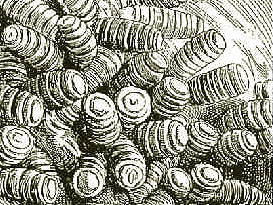
larves de Gasterophilus intestinalis dans un estomac de cheval autopsié (Illustration datant de 1921)

- médicaments antiparasitaires: 
  - Macrolides: ivermectine, moxidectine (endectocide à large spectre); seule l'ivermectine est efficace contre tous les stades larvaires
  - organophosphorés : trichlorfon, dichlorvos sont actifs contre les L3